# 塔拉·芒西
塔拉·芒西（英語：Tara Mounsey，1978年3月12日—），美国女子冰球运动员。她曾代表美国国家队参加1998年和2002年冬季奥林匹克运动会冰球比赛，获得一枚金牌和一枚银牌。